# Marcos António da Fonseca Portugal
Marcos António da Fonseca Portugal (Lisboa, 24 de març del 1762 – Rio de Janeiro, 7 de febrer del 1830) va ser un músic i compositor portuguès.
Estudià al Seminari del Patriarca de Lisboa amb João de Sousa Carvalho, on als 14 anys ja compongué la seva primera obra, un miserere. Treballà com a organista i compositor de la Seu Patriarcal i va ser Mestre del "Teatre do Salitre" de Lisboa. El 1792 marxà a Nàpols a completar estudis; visqué a Itàlia fins al 1800 (on hom li traduí el nom en Marco Portogallo) i en aquest període estrenà 21 òperes que va fer per a diversos teatres. Establert de nou a Portugal ja famós per l'èxit de les seves opere buffe, va ser el mestre del Teatro Nacional de São Carlos i director del Seminari. Continuà escrivint òperes "serioses" i música sacra. Per causa de les guerres napoleòniques, i reclamat pel Príncep Regent perquè ensenyés música als seus fills, hagué de marxar al Brasil el 1811. Allí hi fou Mestre de la Capella Reial i director del teatre São João. Compongué música religiosa i, especialment, òperes com La confusione della somiglianza, La morte de Semiramide (1801), Lo spazzacamino principe (1794) i altres. A la Biblioteca Nacional de Portugal es conserva una gran quantitat de peces seves.

## Obres
- Le Confusioni della somiglianza, o siano I due gobbi : dramma giocoso, òpera (1793, estrenada a Barcelona el 1794)
- La morte de Semiramide (1801), òpera
- Sonata e variacoens, sonata per a instruments de teclat
- Lo spazzacamino principe (1794), òpera
- Você trata amor em brinco, cançó, enregistrada per l'orquestra i cor Vox Brasiliensis en el DC História da música brasileira. Perído colonial II (Brasil: Gravadora ElDorado, 1991 ref. 946138)
- Vuo cantar d'una certa contessa, duet vocal amb baix continu